# Розумовий вік

Процес скорочення показано в цьому ролику, який був побудований з МРТ знімків здорових дітей і підлітків. Покадрова анімація стискає 15 років розвитку головного мозку (вік 5-20) до декількох секунд. Червоний колір вказує на більш сіру речовину, синій — на менш сіру. Зміна в кольорі від жовтого / червоного до синього показує процес скорочення. (Джерело:)

Розумовий вік — поняття в психології, яке співвідносить вік людини та її інтелектуальний рівень. Воно визначає інтелектуальний рівень конкретної дитини конкретного віку, порівняно з середнім інтелектом, характерним для дітей цього віку. Фізичний вік дитини зіставляється з її інтелектуальним рівнем, що визначається психологом за допомогою тесту. Результати тесту порівнюються з результатами тестів дітей того ж віку.
Однак, розумовий вік може варіюватися, залежно від того, який саме вид розуму вимірюється. Інтелектуальний рівень дитини може бути середнім для дітей цього віку, але емоційно та ж сама дитина може бути недорозвинена. Наприклад, талановита шестирічна дитина може емоційно нагадувати трирічну. «Розумовий вік» колись вважався спірним поняттям.
Поняття «розумовий вік» вперше було запропоновано Альфредом Біне і Теодором Сімоном в 1908 році. За основу було взято дослідження, що визначали рівень інтелектуального розвитку людини, порівняно з рівнем інтелекту людей такого ж віку. Тобто вік, в якому — за середньостатистичними даними — люди можуть вирішити тестові завдання такого ж рівня складності. У 1912 році Штерн запропонував формулу для розрахунку коефіцієнта інтелекту (IQ).

## Історія

### Ранні теорії
Протягом більшої частини дев'ятнадцятого століття, теорії, що стосувалися рівня інтелекту базувалися на вимірюванні розмірів людських черепів. Антропологи Самуїл Мортон і Поль Брока добре відомі своїми спробами пов'язати розмір черепа з інтелектуальним потенціалом
Сучасні теорії стали з'являтися разом з експериментальною психологією. Це сталося, коли психологи почали звертатися не до фізіологічних даних, а до біологічних та медичних основ. У 1890 році Джеймс Кеттел опублікував те, що деякі вважають першим «психічним випробуванням». Каттел був більш зосереджений на спадковості, а не навколишньому середовищі. Це спричинило значну частину дискусій про природу інтелекту.
Визначення «розумовий вік» вперше було сформовано французьким психологом Альфредом Біне, який представив тест на інтелект у 1905 році, за сприяння Теодора Сімона . Експерименти Біне на французьких школярах заклали основу для майбутніх розумових експериментів, що проводилися протягом усього XX століття. Він створив експеримент, який був розроблений для швидкого проходження і був прийнятий дітьми різного віку. Як і очікувалося, старші діти краще справляються з тестом. Проте, молодші діти, які перевищили середній рівень своїх однолітків, були визнані як ті, що мають більш високий «розумовий вік» а ті, хто отримав результати нижче середніх, були визнані, як ті, що мають нижчий «розумовий вік». Згідно з теорією, запропонованою Біне, хоча розумовий вік і є корисним індикатором, він аж ніяк не є постійним і особистісний ріст чи зниження можуть бути пов'язаними зі зміною методів навчання і досвіду.
Генрі Герберт Годдард був першим психологом, що запропонував тест Біне для Сполучених Штатів. Годдард був одним із багатьох психологів в 1910-х роках, які вірили, що інтелект є фіксованою величиною. На відміну від Біне, більшість з цих психологів вважали інтелект спадковим.

### Сучасні теорії
Обмеження Стенфорда-Біне спровокували Девіда Векслера опублікувати Тест Векслера (WAIS) в 1955 році. Ці два тести були розділені на два різні тести для дітей. WAIS-IV нині є відомою публікацією тесту для дорослих. Суть цього тесту була в тому, щоб взяти людину і порівняти її з іншими тієї ж вікової групи, а не порівнювати хронологічний і розумовий вік. Фіксований середнїй рівень становить 100 і нормальний діапазон становить від 85 до 115. Це стандарт, що дійсний на даний час, і використовується в тесті Стенфорда-Біне.

## Розумовий вік та IQ
Спочатку відмінності між розумовим і хронологічним віком були використані для обчислення коефіцієнта інтелекту, або IQ. Його вираховували, використовуючи метод коефіцієнта, за такою формулою: розумовий вік ÷ хронологічний вік × 100 = IQ.
Незалежно від хронологічного віку дитини, якщо розумовий вік є таким же, як хронологічний, то IQ дорівнюватиме 100.
Сучасні тести інтелекту, в тому числі тест Стенфорд-Біне, більше не обчислюють бали, використовуючи формулу IQ. Замість цього, тести інтелекту дають оцінку, яка відображає, наскільки продуктивність людини відхиляється від середньої продуктивності інших людей того ж віку, і довільно визначається як середній бал — 100.
Психологічний рівень інтелектуального розвитку вимірюється за допомогою конкретних психометричних тестів. Концепція «розумового віку» була введена в 1905 році Альфредом Біне, якому ми зобов'язані першою метричною шкалою інтелекту. По-перше Біне визначив емпіричні питання, що задовольняють учнів і вважаються «нормальними», та розташував їх за хронологічним віком. Біне визначив рівень «розумового віку» суб'єктів за допомогою тестів. Нормальна дитина, як правило, може виконувати завдання, які відповідають її віку. Якщо учень талановитий, він здатний виконувати операції вищого порядку; якщо неталановитий, його досягнення є нижчими, ніж у дітей його віку. Наприклад, сім учнів повинні вміти повторювати в правильному порядку серію з п'яти цифр; якщо вони роблять це бездоганно, їм дають довгу серію з шести цифр, які знаходяться на рівні десяти років. Використовуючи достатню кількість інших дрібніших завдань, так званих «айтемі», можна визначити інтелектуальні навички кожної дитини. Концепція «розумового віку» була замінена в нових тестах іншими засобами оцінки стандартних відхилень.

### Відмінності
IQ або коефіцієнт інтелекту, є оцінка отримана за допомогою одного із декількох різних стандартизованих тестів, призначених для оцінки інтелекту. «Розумовим віком» є вік групи, яка заробила такий результат в середньому.

## Полеміка

### Природа інтелекту
Розумовий вік, а також IQ мають обмеження. Біне не вважав, що вони повинні бути використані для одного, постійного та вродженого рівня інтелекту. Він підкреслив, що обмеження випробування існують тому, що інтелект в цілому надто широкий, щоб бути представленим одним числом. Це залежить від багатьох факторів, таких як обстановка фізичних осіб та зміни в часі.
Протягом більшої частини 20-го століття багато психологів вважали, що інтелект був переданий у спадщину, тоді як інші вважали, що на інтелект впливають інші чинники.
Після Першої світової війни, над концепцією інтелекту як фіксованого, спадкового і незмінного стала домінувати теорія експериментально-психологічного співтовариства. До середини 1930-х років, не було більше згоди між дослідниками, є інтелект спадковим, чи ні. Там досі тривають дебати про вплив навколишнього середовища і спадковості на інтелект.

### Науковий доказ
Розумовий вік може бути також пов'язаний із віком мозку. Освітні компанії та ігри, такі як: «Тренуй свій мозок кожну хвилину на день!» розробляють програми для поліпшення розумового віку або мозкового віку, який був винайдений, щоб не мати емпіричних даних або практичного застосування.
Дослідження, що поширювалося на осіб старше 70 років, які мають когнітивні порушення, було проведено, щоб побачити, чи навчання, що базується на взаємодії людини з комп'ютером, не дало ніяких бажаних результатів. У дослідження були включені дві групи: основна і контрольна. Основна група брала участь у дослідженнях взаємодії людини з комп'ютером на основі всебічного пізнавального навчання протягом 24 тижнів. Нейропсихологічні обстеження були проведені до і після для вимірювання шансів. Після 24 тижнів у жодної групи не були виявлені значні зміни, окрім деякого поліпшення уваги, пам'яті, мови та зорово-просторової орієнтації.